# Flüssigkeitsbeatmung

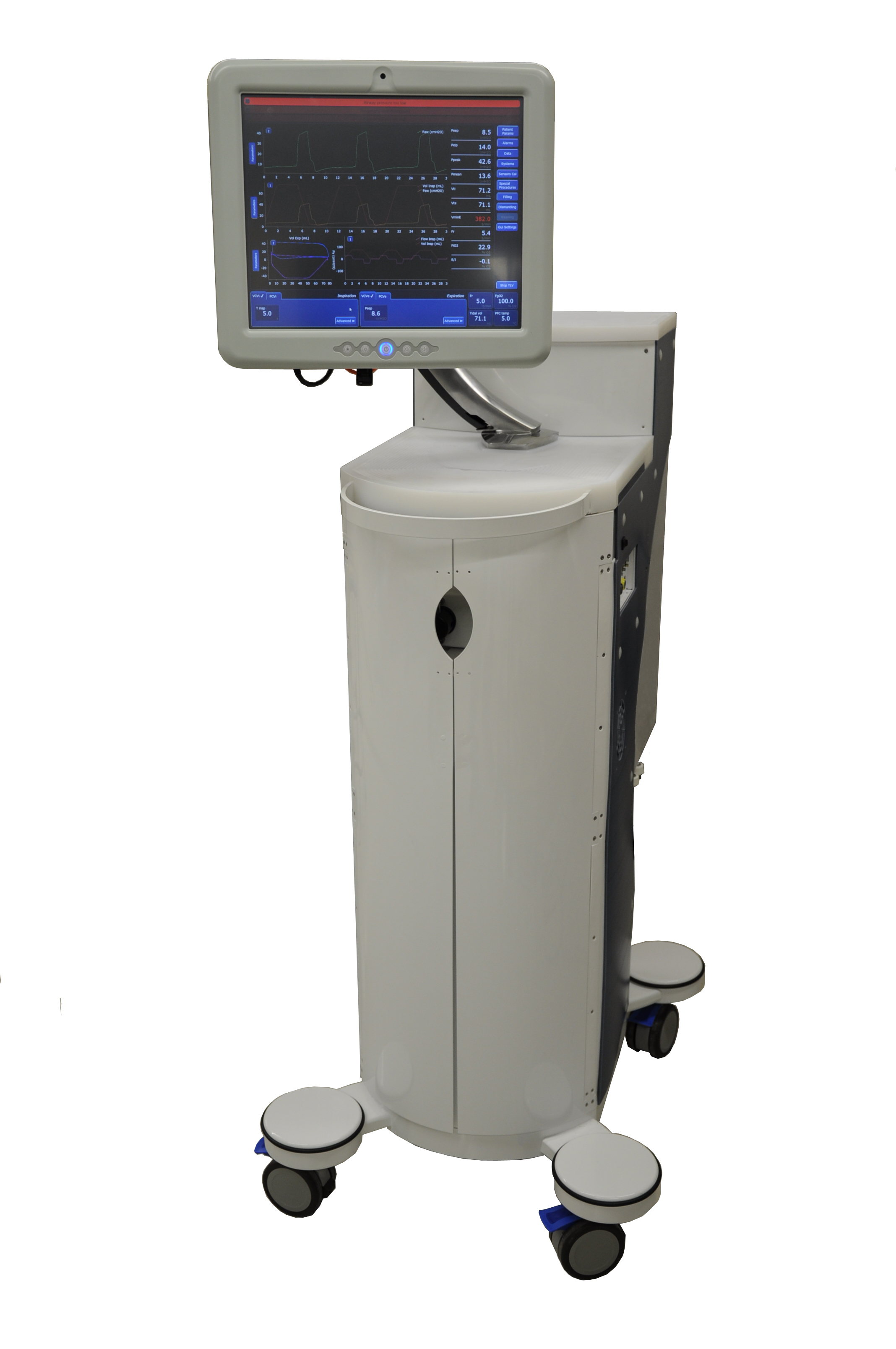
Flüssigkeitsbeatmungsgerät Inolivent-5 der Forschungsgruppe Inolivent, Universität Sherbrooke

Flüssigkeitsbeatmung (englisch liquid ventilation) bezeichnet eine Form der Beatmung, bei der Patienten statt Atemluft eine mit Sauerstoff angereicherte Flüssigkeit aus der Familie der Perfluorcarbone atmen.

## Entwicklungsgeschichte
Frühe Experimente fanden in der Mitte der 1960er Jahre an der State University in New York statt. Seither ergaben Forschungen an Mäusen immer wieder Fortschritte in der Anwendung. Seit 1990 finden klinische Studien an Menschen statt. Hierbei kommt Perflubron alias LiquiVent zum Einsatz.
Für Aufsehen sorgte ein Experiment, das die amerikanischen Forscher Leland Clark und Frank Gollan 1966 vorgenommen hatten. Sie steckten Mäuse in ein mit flüssigem Fluorkohlenwasserstoff gefülltes Glas und stellten fest, dass die Tiere viele Stunden lang atmeten und überlebten.
Zur praktischen Anwendung beim Menschen kam die partielle Flüssigkeitsbeatmung seit 1991. Bei Frühgeborenen ist sie einige hunderte Male angewendet worden, allerdings nur in den USA. Erst in Einzelfällen kam sie auch bei Erwachsenen zum Einsatz.

## Vor- und Nachteile
Wichtigster Vorteil der Flüssigkeitsbeatmung ist die Herabsenkung der Oberflächenspannung der Lungenalveolen; die verringerte Oberflächenspannung verhindert den Kollaps der Alveolen, so dass größere Lungenareale wieder am Gasaustausch beteiligt werden.
Nachteilig wirken sich die erschwerte Abatmung von Kohlendioxid und die Schädigung des Lungengewebes durch das Medium aus, so greifen Flüssigkeiten die schützende Schleimhaut an und machen diese damit wesentlich anfälliger für Infektionen der Atemwege (z. B. Lungenentzündung).
Aufgrund der höheren Dichte und Viskosität des Perfluorcarbons erhöhen sich Atemwegswiderstand und damit die Atemarbeit.

## Anwendung

### Überblick
Die Flüssigkeitsbeatmung kommt zur Anwendung bei Frühgeborenen und Erwachsenen mit schweren Lungenschäden.
Eine weitere denkbare Anwendung könnte das Tauchen sein. Die Atmung von Flüssigkeit überwindet hier die bekannten Druckprobleme.
Obwohl Perfluorcarbone bei der Beatmung von Patienten mit Acute Respiratory Distress Syndrome (ARDS) in vielen Fallberichten einen überzeugenden Effekt aufweisen, ist bisher noch keine Standardapplikation für Perfluorcarbon (PFC) etabliert. Aufgrund des großen technischen Aufwandes bzw. der Risiken für den Patienten bestehen erhebliche Bedenken sowohl gegenüber der „vollständigen Flüssigkeitsbeatmung“ als auch der „partiellen Flüssigkeitsbeatmung“.
Verschiedene Formen der Flüssigkeitsbeatmung (Beatmung mit Perfluorcarbon) sind derzeit beschrieben:
1. Vollständige Flüssigkeitsbeatmung (TLV „Total liquid ventilation“)
2. Partielle Flüssigkeitsbeatmung (PLV “Partial liquid ventilation”)
3. Perfluorcarbondampfbeatmung
4. Aerosol-PFC

### Vollständige Flüssigkeitsbeatmung
Bei der vollständigen Flüssigkeitsbeatmung (TLV) mit vollständiger PFC-Füllung der Lungen wird ein spezielles Beatmungsgerät verwendet. Dieses enthält Flüssigkeitspumpen, einen Membranoxygenator, eine Heizvorrichtung und ein flüssigkeitsgefülltes Schlauchsystem. Zur Beatmung werden reine Flüssigkeitsatemhübe appliziert. (Deshalb wird TLV auch gelegentlich mit „Tidal Liquid Ventilation“ übersetzt, tidal ist von Tide abgeleitet) Obwohl theoretisch ein klares Konzept für die erfolgreiche Anwendung dieser Beatmung spricht, wird die Praktikabilität der TLV bisher durch den komplizierten Aufbau und das technisch aufwändige Verfahren relativiert.

### Partielle Flüssigkeitsbeatmung
Die partielle Flüssigkeitsbeatmung (PLV) kann mit einem Standardbeatmungsgerät und einem atemgasgefüllten Schlauchsystem erfolgen. Die funktionelle Residualkapazität der Lunge (d. h. das Volumen, das nach dem Ausatmen normalerweise luftgefüllt bleibt) wird mit Perfluorcarbon gefüllt, und es werden wie bei der konventionellen Gasbeatmung Gas-Tidalvolumina auf den intrapulmonalen Perfluorcarbon-Spiegel appliziert. Der Einfluss von PLV auf Gasaustausch und Lungenmechanik wurde in mehreren tierexperimentellen Studien an unterschiedlichen Modellen eines Lungenversagens untersucht. Klinische Anwendungsbeobachtungen der PLV liegen für das ARDS, das Mekoniumaspirations-Syndrom (MAS), angeborene Zwerchfellhernie und das Atemnotsyndrom des Frühgeborenen (iRDS) vor. Die Anwendung der PLV, insbesondere das Aufrechterhalten des PFC-Füllvolumens, erfordert äußerste Sorgfalt. In einer 2002 abgebrochenen Phase-3-Studie an Erwachsenen mit ARDS (320 eingeschlossene Patienten mit PLV, nicht publiziert) erwiesen sich sowohl insbesondere der Füllvorgang als auch die Überwachung des Füllvolumens als hochgradig schwierig. Zusätzlich bestehen erhebliche Unsicherheiten über die Einstellung der Beatmungsparameter. Beispielsweise haben Änderungen der Respiratorparameter durch die PFC-Füllung andere Auswirkungen auf die Lungen, als es von der Gasventilation bekannt ist. Zudem bestehen unterschiedliche Auswirkungen auf gas- oder flüssigkeitsgefüllte Lungenareale eines Patienten.

### Perfluorcarbondampfbeatmung
Eine alternative Beatmung mit Perfluorcarbon ist durch den Einsatz stark flüchtiger Substanzen möglich. Perfluorhexan verdampft bei Raumtemperatur und kann mit einem modifizierten Narkosegasverdampfer kontrolliert der Atemluft zugemischt werden. Die Effekte dieser Anwendung scheinen jenen der PLV zu entsprechen. Die strikte Begrenzung auf Perfluorcarbone mit sehr hohem Dampfdruck schränkt jedoch die Auswahl an geeigneten Substanzen erheblich ein. Unklarheit besteht derzeit über die Bedeutung extraalveolärer, vakuolärer Einschlüsse nach experimenteller Beatmung mit Perfluorhexan.

### Rektale Flüssigkeitsbeatmung
Im Mai 2021 konnte eine japanische Studie die Effektivität einer rektalen Flüssigkeitsbeatmung mit oxygeniertem Perfluorcarbon bei Säugetieren nachweisen. Hierdurch konnte der Sauerstoffgehalt im Blutkreislauf erhöht und ein respiratorisches Versagen verbessert werden. Ähnliche Ergebnisse zeigte die Studie jedoch auch für die rektale Applikation von gasförmigem Sauerstoff.

### Fiktionale Darstellungen
Im Science-Fiction-Film Abyss – Abgrund des Todes des Regisseurs James Cameron wird eine Nutzung eines Flüssigkeitstauchanzuges durch den Hauptdarsteller Ed Harris filmisch dargestellt, allerdings atmet er nicht wirklich per Flüssigkeit, sondern musste für die Dreharbeiten die Luft anhalten. Dabei werden auch einige technische Probleme angesprochen. Die ebenfalls gezeigten Ratten atmen hingegen tatsächlich flüssig. 